# Ævred
Ævred er et begreb som i dag bruges i overført betydning om at give op. Især om noget der virker håbløst.

## Historie
At opgive ævred var før landboreformerne i Danmark i begyndelsen af 1800-tallet, at hegnene fjernedes omkring de høstede marker, så kreaturer kunne græsse frit på stubmarkerne. Ordet ævred kommer af gammeldansk afræth, der betyder 'fællesgræsning på afhøstet mark'.